# Scottish FA Cup 1874/75
Der Scottish FA Cup wurde 1874/75 zum 2. Mal ausgespielt. Der wichtigste schottische Fußballpokalwettbewerb begann im Oktober 1874 und endete mit dem Finale am 10. April 1875 in dem der FC Queen’s Park gegen den FC Renton gewann. Die Spiders feierten somit bei der 2. Austragung den zweiten Pokalsieg.

## 1. Runde
Ausgetragen wurden die Begegnungen im Oktober 1874.
|                 | Ergebnis |                                    |
| --------------- | -------- | ---------------------------------- |
| FC Clydesdale   | w/o      | FC Vale of Leven                   |
| FC Dumbreck     | 5:1      | Alexandra Athletic                 |
| FC Queen’s Park | 1:0      | FC Western                         |
| FC Dumbarton    | 3:0      | FC Arthurlie                       |
| FC Eastern      | 3:0      | 23rd Renfrewshire Rifle Volunteers |
| FC Helensburgh  | 3:0      | 3rd Edinburgh Rifle Volunteers     |
| FC Kilmarnock   | 4:0      | Vale of Leven Rovers               |
| Third Lanark    | 0:0      | FC Barrhead                        |
| Glasgow Rangers | 2:0      | FC Oxford                          |
| FC Renton       | w/o      | FC Blythswood                      |
| Glasgow Rovers  | w/o      | Hamilton Academical                |
| FC West End     | 3:0      | FC Star of Leven                   |
| FC Standard     | Freilos  |                                    |

### Wiederholungsspiel
|             | Ergebnis |              |
| ----------- | -------- | ------------ |
| FC Barrhead | 0:1      | Third Lanark |

## 2. Runde
|                 | Ergebnis |                 |
| --------------- | -------- | --------------- |
| FC Clydesdale   | 2:0      | FC Dumbreck     |
| FC Dumbarton    | 1:0      | Glasgow Rangers |
| FC Eastern      | 3:0      | FC Kilmarnock   |
| FC Queen’s Park | 7:0      | FC West End     |
| FC Renton       | 2:0      | FC Helensburgh  |
| Third Lanark    | 2:0      | FC Standard     |
| Glasgow Rovers  | Freilos  |                 |

## Viertelfinale
|                 | Ergebnis |                |
| --------------- | -------- | -------------- |
| FC Dumbarton    | 1:0      | Third Lanark   |
| FC Queen’s Park | w/o      | Glasgow Rovers |
| FC Renton       | 1:0      | FC Eastern     |
| FC Clydesdale   | Freilos  |                |

## Halbfinale
Ausgetragen wurden die Begegnungen am 6. und 20. März 1875. Die Wiederholungsspiele fanden am 13. und 27. März sowie 3. April 1875 statt.
|                 | Ergebnis |               |
| --------------- | -------- | ------------- |
| FC Dumbarton    | 0:0      | FC Renton     |
| FC Queen’s Park | 0:0      | FC Clydesdale |

### Wiederholungsspiele
|                 | Ergebnis |               |
| --------------- | -------- | ------------- |
| FC Dumbarton    | 0:1      | FC Renton     |
| FC Queen’s Park | 2:2      | FC Clydesdale |

### 2. Wiederholungsspiel
|                 | Ergebnis |               |
| --------------- | -------- | ------------- |
| FC Queen’s Park | 1:0      | FC Clydesdale |

## Finale
| FC Queen’s Park                                                  | FC Queen’s Park | FC Renton | FC Renton |
| ---------------------------------------------------------------- | --- | --- | --------- |
| FC Queen’s Park                                                  | \| 10. April 1875 um 15:00 Uhr (Ortszeit) in Glasgow (Hampden Park) \| \| Ergebnis: 3:0 (0:0) \| \| Zuschauer: 7.000 \| \| Schiedsrichter: A. Campbell \| \| Spielbericht \|           | \| 10. April 1875 um 15:00 Uhr (Ortszeit) in Glasgow (Hampden Park) \| \| Ergebnis: 3:0 (0:0) \| \| Zuschauer: 7.000 \| \| Schiedsrichter: A. Campbell \| \| Spielbericht \| | FC Renton |
| FC Queen’s Park                                                  | John Dickson – Angus MacKinnon, Charles Campbell, Thomas Lawrie, James Phillips, Henry McNeil, Robert Neill, Joseph Taylor , James Thomson, Billy MacKinnon, James Weir, Thomas Highet | Turnbull – McKay, J. Kennedy, Scallion, McGregor – McRae, Melville, J. Brown, M. Kennedy – Glen, L. Brown                                                                    | FC Renton |
| FC Queen’s Park                                                  | Angus MacKinnon Thomas Highet Billy MacKinnon | | FC Renton |
| 10. April 1875 um 15:00 Uhr (Ortszeit) in Glasgow (Hampden Park) | | |           |
| Ergebnis: 3:0 (0:0)                                              | | |           |
| Zuschauer: 7.000                                                 | | |           |
| Schiedsrichter: A. Campbell                                      | | |           |
| Spielbericht                                                     | | |           |